# Ischnotelson
Genre
Ischnotelson est un genre de scorpions de la famille des Buthidae.

## Distribution
Les espèces de ce genre sont endémiques du Brésil. Elles se rencontrent dans les États de Bahia et du Minas Gerais.

## Liste des espèces
Selon The Scorpion Files (24/12/2020) :
- Ischnotelson guanambiensis (Lenarducci, Pinto-da-Rocha & Lucas, 2005)
- Ischnotelson peruassu Esposito, Yamaguti, Souza, Pinto da Rocha & Prendini, 2017

## Étymologie
Le nom du genre signifie "telson maigre", du grec ischnos "ισχνός" (iskhnós) voulant dire "maigre" en référence au telson remarquablement fin présent chez les 2 espèces.

## Publication originale
- Esposito, Yamaguti, Souza, Pinto da Rocha & Prendini, 2017 : « Systematic revision of the neotropical club-tailed scorpions, Physoctonus, Rhopalurus, and Troglorhopalurus, revalidation of Heteroctenus, and descriptions of two new genera and three new species (Buthidae, Rhopalurusinae). » Bulletin of the American Museum of Natural History, no 415, p. 1-134 (texte intégral).